# Онофрійчук Таїсія Андріївна
Таї́сія Андріївна Онофрійчу́к (нар. 26 травня 2008, Київ) — українська художня гімнастка. Абсолютна чемпіонка Європи 2025 року в індивідуальному багатоборстві, срібна призерка юніорського чемпіонату світу у вправі з булавами. Майстер спорту міжнародного класу.

## З життєпису
Народилась 2008 року в місті Києві.
- Чемпіонат Європи з художньої гімнастики 2022 — сьоме місце у вправах з обручем; восьме місце у вправах зі стрічкою
- Юніорський чемпіонат світу з художньої гімнастики 2023 — срібна нагорода[2]
- З 28 вересня по 1 жовтня 2023 року в Японії на клубних змаганнях «Aeon Cup» «Школу Дерюгіних» представляли Вікторія Онопрієнко і Поліна Каріка, та юніорка Таїсія Онофрійчук.[3]

Брала участь у Олімпійських іграх 2024 року в Парижі та посіла 9 сходинку у фіналі.
7 червня 2025 року за сумою в окремих вправах (м'яч, булави, стрічка, обруч) Онофрійчук набрала 117,800 бала, та  стала переможницею в особистому багатоборстві. "Золото" Євро-2025 стало історичним – востаннє Україна перемагала в особистому багатоборстві на ЧЄ ще у 1997 році.

## Результати на турнірах
| Рік                | Змагання                   | Команда | АП |   |   |   |   |
| ------------------ | -------------------------- | ------- | -- | - | - | - | - |
| Юніорські змагання |                            |         |    |   |   |   |   |
| 2022               | Чемпіонат Європи           | 4       |    | 7 |   |   | 8 |
| 2023               | Юніорський чемпіонат світу | 4       |    | 6 |   | 2 | 8 |
| Дорослі змагання   |                            |         |    |   |   |   |   |
| 2024               | Гран-прі. Miss Valentine   |         | 3  | 4 | 3 | 1 | 8 |
| 2024               | Гран-прі. Марбелья         |         | 17 |   |   |   |   |
| 2024               | Гран-прі. Тьє              |         | 8  |   | 8 |   | 3 |
| 2024               | Кубок світу. Софія         |         | 12 | 5 |   |   | 3 |
| 2024               | Кубок світу. Баку          |         | 4  |   | 3 | 2 | 3 |
| 2024               | Чемпіонат України          |         | 1  | 1 | 1 | 1 | 1 |
| 2024               | Чемпіонат Європи           | 8       | 9  | 3 | 8 |   | 6 |
| 2024               | Гран-прі. Брно             |         | 2  | 2 | 2 | 8 | 2 |
| 2024               | Кубок світу. Мілан         |         | 4  |   |   | 3 | 3 |
| 2024               | Кубок виклику. Клуж-Напока |         | 7  |   |   | 4 | 1 |
| 2024               | Олімпійські ігри           |         | 9  |   |   |   |   |
| 2024               | Клубний чемпіонат світу    | 2       | 3  |   |   |   |   |
| 2024               | Кубок України. Ужгород     |         | 1  |   |   |   |   |
| 2025               | Гран-прі. Miss Valentine   |         | 1  | 1 | 2 | 1 | 3 |
| 2025               | Гран-прі. Марбелья         |         | 1  | 2 | 1 | 1 | 2 |
| 2025               | Гран-прі, Тьє              |         | 1  | 1 | 1 | 1 | 1 |
| 2025               | Кубок світу. Софія         |         | 1  | 2 | 5 | 1 | 1 |
| 2025               | Кубок світу. Баку          |         | 2  | 1 | 2 | 3 | 2 |
| 2025               | Кубок Європи               |         | 3  | 1 | 3 | 1 | 1 |
| 2025               | Чемпіонат України          |         | 1  | 1 |   | 2 | 1 |
| 2025               | Чемпіонат Європи           | 2       | 1  | 3 | 4 | 2 | 3 |
| 2025               | Кубок України              |         | 1  | 1 | 1 | 3 | 1 |
| 2025               | Кубок світу. Мілан         |         | 3  | 2 | 4 | 5 | 2 |
| 2025               | Кубок виклику. Клуж-Напока |         | 2  | 7 | 2 | 1 | 1 |

## Нагороди
- Міжнародна федерація гімнастики надала українці Таїсії Онофрійчук звання гімнастки світового класу за виступ на літніх Олімпійських іграх у Парижі. (2025)[14]